# Coelogyne malintangensis
Coelogyne malintangensis är en orkidéart som beskrevs av Johannes Jacobus Smith.
Coelogyne malintangensis ingår i släktet Coelogyne och familjen orkidéer. Inga underarter finns listade i Catalogue of Life.